# Fotosenzor
Fotosenzor je obecně rostlinný chromoprotein, skládající se z proteinové části zvané apoprotein a neproteinové části zvané chromofor. Fotosenzory informují rostlinu o světelných podmínkách na stanovišti, například o směru a intenzitě dopadajícího záření, jeho vlnové délce, zprostředkovaně také o konkurenci na stanovišti. Tyto informace jsou pro rostliny vzhledem k jejich fototrofii životně důležité. Fotosenzory umožňují fototropii a fotomorfogenní a nepřímo (absencí světelného signálu) i skotomorfogenní reakce.
Při dopadu fotonů na senzor dojde nejprve ke změně konformace chromoforu, která ovlivní konformaci apoproteinu. Apoprotein v nové konformaci pak získá nové vlastnosti, např. kinazovou aktivitu, schopnost translokace do jádra ap. Tak se informace o světelných podmínkách přenáší dál, až na úroveň genové exprese.

## Druhy
Existuje více druhů fotosenzorů.

### Fytochromy
Fytochromy registrují červenou (cca 660 nm) a dalece červenou (far red, 730 nm) složku světla. Jejich chromoforem je lineární tetrapyrol (viz pyrol). Ve tmě je lokalizován v cytoplazmě. Při ozáření červeným světlem se lineární tetrapyrol překlopí z konformace cis-cis-cis (viz stereoizomer) do konformace cis-cis-trans, což se nazývá fototransformace. Fototransformace způsobí změnu konformace apoproteinu z Pr na Pfr. Zpět do Pfr konformace se apoprotein i chromofor může vrátit buď okamžitě po ozáření far red světlem procesem zvaným fotoreverze, nebo po delší době spontánně procesem zvaným temnostní reverze.
Chromoprotein v konformaci Pfr získá nové schopnosti:
- autofosforylaci
- kinázovou aktivitu
- schopnost translokace (přemístění se) do jádra.

Pomocí těchto schopností předá v jádře signál až na úroveň genové exprese.
Fytochromy přinášejí mimo jiné rostlině informace o poměru červeného a dalece červeného světla. Neboť se tento poměr mění při průchodu světla listy jiné rostliny, přinášejí fytochromy také informace o konkurenci na stanovišti.

### Kryptochromy
Kryptochromy reagují na modrou složku světla o vlnové délce cca 470 nm. Mají dva chromofory, pterin a FAD, oba nekovalentně vázané. Jsou blízké fotolyázám, ale fotolyázovou aktivitu nemají. Jsou stabilně lokalizovány v jádře. Absorpce fotonu vyvolá intramolekulární přesun elektronu, což má za následek změnu konformace protonu. Kryptochrom v nové konformaci inaktivuje COP1 (continuous photomorfogenesis), což je komplex určující k likvidaci složky aktivující geny indukované světlem. Když kryptochrom deaktivuje COP1, není tedy nic, co by ničilo složky, které aktivují geny indukované světlem.

### Fototropiny
Fototropiny předávají informaci o směru dopadajícího světla a umožňují tím fototropismus. Jejich chromoforem jsou dva nekovalentně vázané FMN. Fototropiny jsou lokalizovány na plazmatické membráně.

### Senzory pro UV záření
Existence senzorů pro UV záření (300–400 nm) se vzhledem k fotomorfogenním účinkům tohoto záření předpokládá, senzory však zatím nebyly nalezeny.